# Leave Before the Lights Come On
"Leave Before the Lights Come On" is de vijfde single van de Arctic Monkeys. De single is niet afkomstig van hun debuutalbum Whatever People Say I Am, That’s What I’m Not, maar is slechts op single uitgegeven. Het werd een top 10-hit in Canada en het Verenigd Koninkrijk. In Nederland behaalde het nummer de Mega Top 50 met plaats 44 als hoogste positie. Het nummer stond 2 weken in de Mega Top 50.

## Video
De clip is geproduceerd door John Hardwick. Hij maakte tevens de videoclip van M.O.R. van Blur. In de clip spelen Kate Ashfield (Shaun Of The Dead) en Paddy Considine (In America, Cinderella Man)

## Tracks
- Cd RUG236CD

1. "Leave Before the Lights Come On" – 3:52
2. "Put Your Dukes Up, John" - 3:03
3. "Baby I'm Yours" - 2:32

- 7" RUG236

1. "Leave Before the Lights Come On"
2. "Baby I'm Yours"

## Hitlijsten
| Leave Before the Lights Come On in de Nederlandse Mega Top 50 Binnen: 22 oktober 2007 | Leave Before the Lights Come On in de Nederlandse Mega Top 50 Binnen: 22 oktober 2007 | Leave Before the Lights Come On in de Nederlandse Mega Top 50 Binnen: 22 oktober 2007 | Leave Before the Lights Come On in de Nederlandse Mega Top 50 Binnen: 22 oktober 2007 |
| Week                                                                                  | 1                                                                                     | 2                                                                                     | 3                                                                                     |
| ------------------------------------------------------------------------------------- | ------------------------------------------------------------------------------------- | ------------------------------------------------------------------------------------- | ------------------------------------------------------------------------------------- |
| Nummer                                                                                | 46                                                                                    | 44                                                                                    | uit                                                                                   |